# الطيبة (تدمر)
الطيبة هي آبدة أثرية هامة تقع في منطقة تدمر من محافظة حمص. ازدهر موقعها في القرون الأولى للميلاد، وفيها كتابات تدمرية ويونانية مؤرّخة بعام 134م، وكذلك تيجان أعمدة كورنثية من القرن الثاني للميلاد، وكتابات أيوبية.
زارها عدد من الرحالة العرب والأجانب وكتبوا عنها. وكانت مزدهرة في الأعوام من 1616م إلى 1750م، ولمّأ مرّ بها القنصل الفرنسي بحلب (روسو) عام 1808م، قال بأنها قرية مهجورة رحل عنها سكانها إلى قرية السخنة. تقع شمال مدينة السخنة بمسافة 20 كيلومتراً على طريق الرقة، ويبلغ عدد سكانها نحو 5,000 نسمة، كما أنشئت بها وحدة زراعية ومركز صحي.